# Ethel Reed
Ethel Reed (Newburyport, 13 de marzo de 1874-1 de marzo de 1912) fue una artista gráfica estadounidense.  En la década de 1890, sus obras recibieron elogios de la crítica en América y Europa. 

## Primeros y carrera
Reed nació en Newburyport, Massachusetts, el 13 de marzo de 1874. Era hija del fotógrafo local Edgar Eugene Reed y de Mary Elizabeth Mahoney, una inmigrante del condado de Cork, Irlanda. Su padre murió de tuberculosis en 1892 y, en consecuencia, Reed y su madre sufrieron dificultades. Después de mudarse a Boston en 1890, estudió brevemente en la Escuela de Arte Cowles en 1893, y después de 1894 comenzó a recibir atención pública por sus ilustraciones. La belleza juvenil y la inteligencia de Reed llamaron la atención de la artista de Newburyport, Laura Hills, quien se convirtió en su mentora. Durante su estancia en Boston, alcanzó fama nacional como cartelista cuando aún tenía poco más de 20 años. Realizó numerosas series de carteles e ilustraciones de libros en menos de dos años. A mediados de la década de 1890 estuvo comprometida con el también artista Philip Leslie Hale, cuyo padre Edward Everett Hale era un destacado bostoniano. Sin embargo, el compromiso se rompió. En 1896 viajó a Europa con su madre. En 1897, se establecieron en Londres, donde Reed trabajó como ilustradora, en particular para The Yellow Book, una publicación literaria trimestral cofundada por Aubrey Beardsley. Tuvo dos hijos con diferentes amantes.
Conoció a importantes figuras literarias y artísticas de su época, entre ellas el escritor Richard Le Gallienne, los arquitectos Bertram Goodhue y Ralph Adams Cram, y el fotógrafo Fred Holland Day. Fue modelo para las fotografías Chloe y The Gainsborough Hat, de Day. También fue modelo al menos tres veces para retratos de Frances Benjamin Johnston.
En su corta carrera, logró el reconocimiento como una de las artistas ilustradoras más destacadas de su tiempo y sigue siendo una de las figuras más misteriosas del diseño gráfico estadounidense.       

## Vida posterior y muerte
Reed no pudo encontrar trabajo después de mudarse a Europa; recurrió a las drogas y el alcohol después de años de decepciones. Es difícil rastrear sus circunstancias en Inglaterra y aún no han aparecido ciertos registros de sus últimos años. Sin embargo, según las investigaciones, murió mientras dormía en 1912. Uno de sus biógrafos, William Peterson, ha afirmado que el alcoholismo y el uso de somníferos contribuyeron a su muerte.

## Obras ilustradas
- Boston Sunday Herald (1895) [17]
- Boston illustrated (1895) [18]
- Lily Lewis Rood, Pierre Puvis de Chavannes: A Sketch (Boston: L. Prang & Co., 1895) [19]
- Albert Morris Bagby, Miss Träumerei: A Weimar Idyl (Boston: Lamson, Wolffe & Co., 1895) [20]
- Gertrude Smith, The Arabella and Araminta Stories (Boston: Copeland & Day, 1895) [21]
- Julia Ward Howe, Is Polite Society Polite? (Bostón: Lamson, Wolffe & Co., 1895) [22]
- Charles Knowles Bolton, The Love Story of Ursula Wolcott (Boston: Lamson, Wolffe, & Co., 1896)
- Mabel Fuller Blodgett, Fairy Tales (Boston: Lamson, Wolffe, & Co., 1896)
- Louise Chandler Moulton, In Childhood's Country (Boston: Copeland & Day, 1896) [23]
- Time and the Hour, (1896) [24]
- Richard Le Gallienne,The Quest of the Golden Girl: A Romance (Londres: John Lane, 1897) [25]
- The Yellow Book, Tomos XII (enero de 1897) y XIII (abril de 1897)
- Agnes Lee, The Round Rabbit and Other Child Verse (Boston: Copeland & Day, 1898).
- The Sketch, Volumen 21 (6 de abril de 1898)

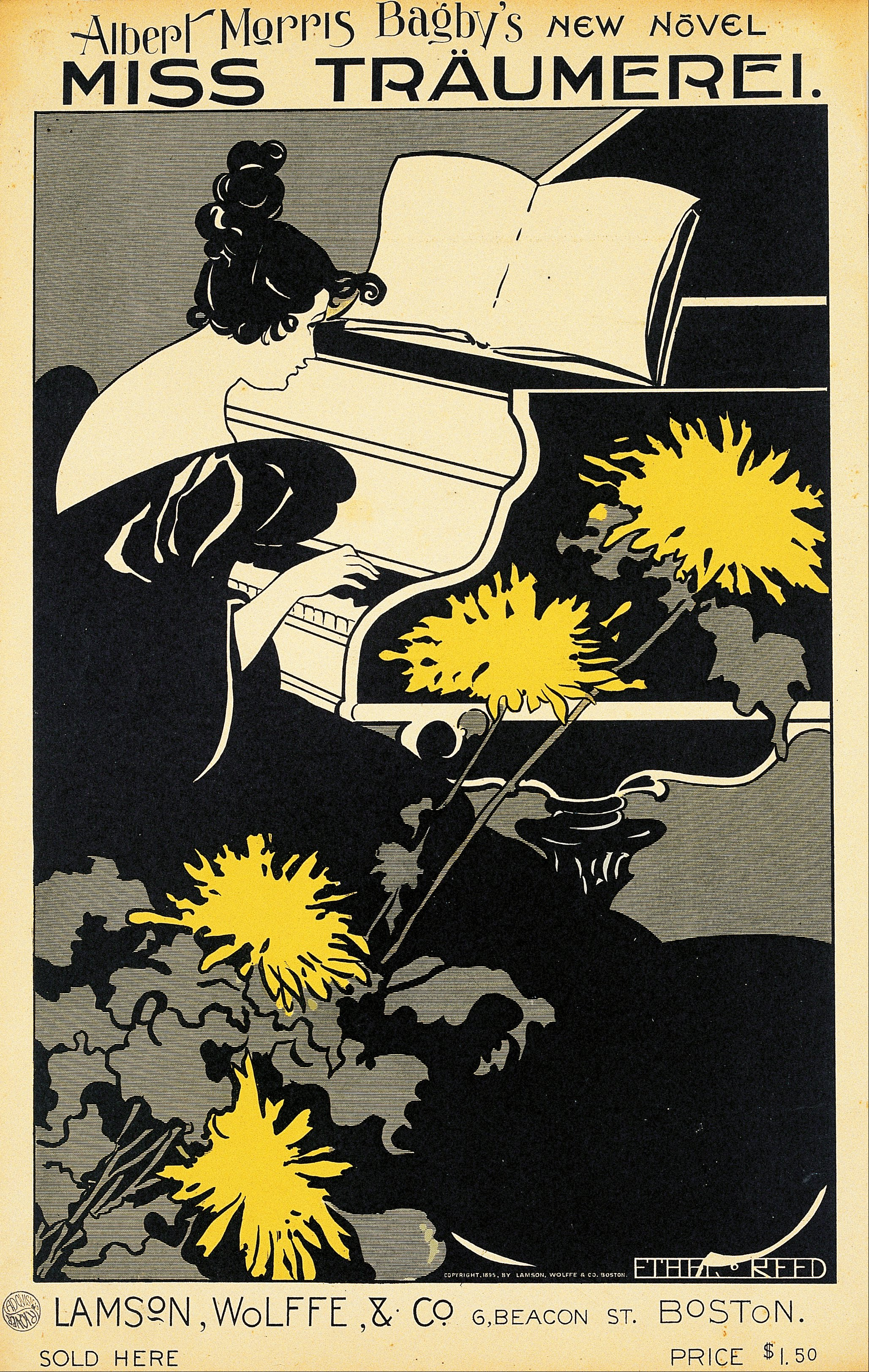
Portada del libro Miss Träumerei
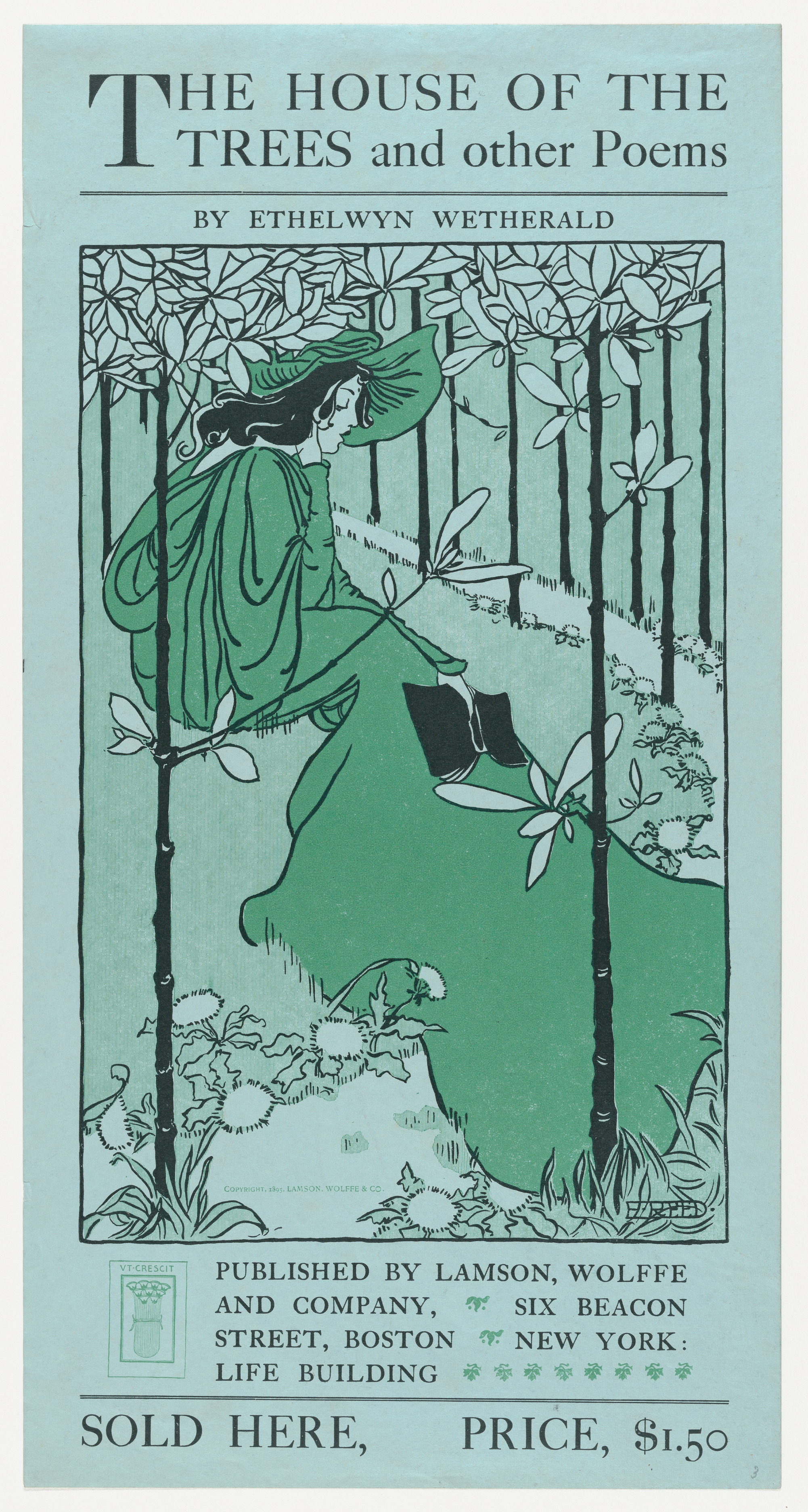
Portada del libroThe House of Trees and Other Poems
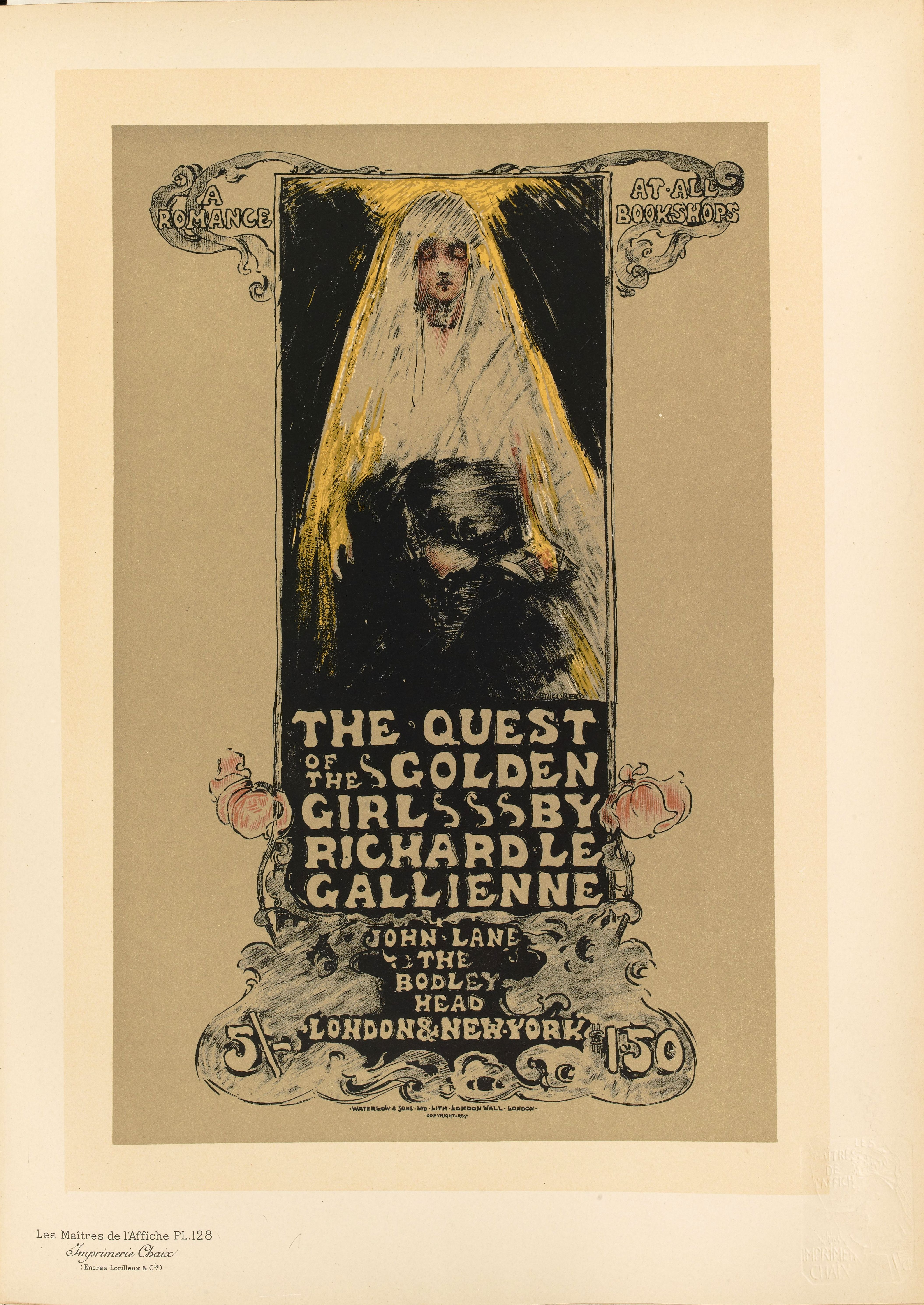
Cartel para The Quest of the Golden Girl, publicado en Les Maîtres de l'Affiche